# Saint-Nazaire-les-Eymes
Saint-Nazaire-les-Eymes là một xã của tỉnh Isère, thuộc vùng Rhône-Alpes, đông nam nước Pháp.